# محیط رومیزی
یک محیط رومیزی (به انگلیسی: desktop environment) یا دسکتاپ، در رایانش یک پیاده‌سازی از «کنایه روی میز بودن» است، که از دسته‌ای از برنامه‌ها تشکیل شده است که روی یک سیستم عامل رایانه‌ای اجرا می شود، و دارای واسط کاربری گرافیکی (GUI) (که گاهی توسط یک پوسته گرافیکی توصیف می‌شود) مشترکی هستند. محیط رومیزی تا قبل از اختراع رایانش موبایلی بیشتر در رایانه‌های شخصی دیده می‌شدند. GUI های رومیزی به کاربر کمک می‌کند تا به سادگی به فایل‌ها دسترسی بیابند و آن‌ها را ویرایش کنند، درحالیکه امکان دسترسی به همه ویژگی‌های یافت‌شده در سیستم‌عامل زیربنایی را فراهم نمی‌کنند. درعوض، وقتیکه کنترل کامل روی سیستم‌عامل مورد نیاز است، هنوز از یک واسط خط-فرمانی (CLI) سنتی استفاده می‌شود.

## سامانه پنجره ایکس
در سامانه‌هایی که از سامانهٔ پنجره ایکس (X Window System) استفاده می‌کنند (معمولا سامانه‌های شبه یونیکسی)، محیط میزکار بسیار انعطاف‌پذیرتر است. یک محیط میز کار، معمولاً از یک مدیر پنجره (از قبیل متا سیتی یا کی وین)، یک مدیر فایل (همچون ناتیلوس و دولفین)، گروهی از پوسته‌ها و برنامه‌ها و همچنین کتابخانه‌ها برای مدیریت میز کار تشکیل شده‌است. هر یک از این واحدها به‌طور مستقل می‌توانند توسعه بیابند یا به صورت تک تک تنظیم شوند تا ترکیبی یکتا را، تشکیل دهند، ولی اکثر محیط‌های میزکار، یک پیکره بندی پیش‌فرض را فراهم می‌کنند که کمترین نیاز به ورودی کاربر را دارند.
همه برنامه‌های که بخشی از یک میزکار هستند، تأثیری که توسط کاربر قابل رویت باشد، ندارند. مقداری از آن ممکن است کد سطح پایین باشد. برای نمونه، کی دی ای KIOslaves را ارائه می‌دهد که به کاربر امکان دسترسی به طیف وسیعی از دستگاه‌های مجازی را ارائه می‌دهد. این خادم‌های ورودی/خروجی خارج از محیط کی دی ای در دسترس نیستند.
یک سامانه محیط میز کاری پنجره ایکس، یک مدیر پنجره را با یک دسته برنامه‌ها که از قوانین رابط انسانی پیروی می‌کند و تحت سامانه پنجره ایکس اجرا می‌شود، در هم می‌آمیزد. معمولاً آن‌ها با سیستم‌های عاملی همچون لینوکس استفاده می‌شوند. همانطوری‌که یک مدیر پنجره مشابه رابط کاربری آکوا (آکوا) در OS X است، یک محیط میزکاری لینوکس نیز مشابه آکوا است مانند همه برنامه‌های گرافیکی و ابزارهای پیکره بندی پیش‌فرض OS X. بعضی از مدیران پنجره از قبیل IceVM ,Fluxbox و WindowMaker محیط‌های میزکاری ابتدایی ای دارند، در حالی که بقیه مانند evilwm و wmii اینطور نیستند. در آغاز CDE به عنوان یک راه حل انحصاری در دسترس بود ولی هرگز در سامانه‌های لینوکسی به خاطر هزینه ومحدودیت‌های قراردادها محبوب نبود. در سال ۱۹۹۶ کی دی ای منتشر شد که با انتشار گنوم در سال ۱۹۹۷ تعقیب شد. Xfce هم پروژه کوچک مشابهی است که در سال ۱۹۹۷ پایه‌گذاری شد و روی سرعت و پیمانه‌ای بودن تمرکز داشت. یک مقایسه بین محیط‌های میزکاری سامانه پنجره ایکس تفاوت‌های بین این محیط‌ها را نشان می‌دهد. امروزه گنوم و کی دی ای میز کارهای غالب هستند و اغلب به صورت پیش‌فرض روی سامانه‌های لینوکسی نصب شده‌اند. هر یک از آن‌ها این موارد را فراهم می‌کنند:
- برای برنامه نویسان، مجموعه‌ای از APIهای استاندارد، یک محیط برنامه‌نویسی و یک راهنمای رابط انسانی.
- برای مترجمان، یک زیر ساخت همکاری. کی دی ای و گنوم در زبان‌های بسیاری در دسترس هستند.
- برای هنرمندان، یک فضای کاری برای به اشتراک گذاشتن استعداد هایشان.
- برای متخصصان طراحی ماشین، شانس کمک به ساده کردن محیط‌های کاری.
- برای توسعه دهندگان برنامه‌های شخص ثالث، یک محیط ارجاعی برای یکپارچه سازی. OpenOffice.org از این دسته برنامه‌ها است.
- به کاربران، میزکاری کامل و دسته‌ای از نرم افرازهای ضروری. این نرم‌افزارها شامل برنامه‌هایی همانند مدیر فایل، مرورگر وب، پخش‌کننده چند رسانه‌ای، سرویس گیرندهٔ ایمیل، دفتر آدرس‌ها، PDF خوان، اداره‌کننده تصاویر و برنامه‌های تنظیمات سیستمی می‌باشد.

در اوایل سال ۲۰۰۰ این دو محیط به تکامل رسیدند. پروژه‌های Appeal و ToPaZ [ToPaZ ] که هنوز هم فعال هستند روی افزودن امکانات جدید به انتشارهای بعدی دو محیط کی دی ای و گنوم توجه دارند. اگر چه هر دو برای اهداف یکسانی تلاش می‌کنند، اما گنوم و کی دی ای در روش کارسنجی کاربران، بسیار متفاوت‌اند. کی دی ای، برنامه‌ها ی کاربردی را برای ترکیب شدن و کار کردن با یکدیگر تشویق کرده، بسیار قابل تنظیم است و قابلیت‌های پیچیده زیادی دارد، در همین حال سعی در ارائه تنظیمات پیش‌فرض معقولانه‌ای دارد. در سوی دیگر، گنوم بسیار محتاط تراست و روی جزئیات بیشتر، درکارهای ضروری و همچنین سادگی کلی تأکید دارد. به همین خاطر هر کدام کاربران و توسعه دهندگان خاص خود را دارا هستند. از لحاظ فنی، تعدادی زیادی تکنولوژی‌های مشترک در تمام میز کارهای لینوکسی وجود دارد که واضح‌ترین آن‌ها سامانه ینجره ایکس است. به همین ترتیب پروژه freedesktop.org به عنوان یک ناحیه همکاری‌های غیررسمی با هدف کاهش کارهای تکراری منتشر شده‌است.

## نمونه‌های محیط میزکار

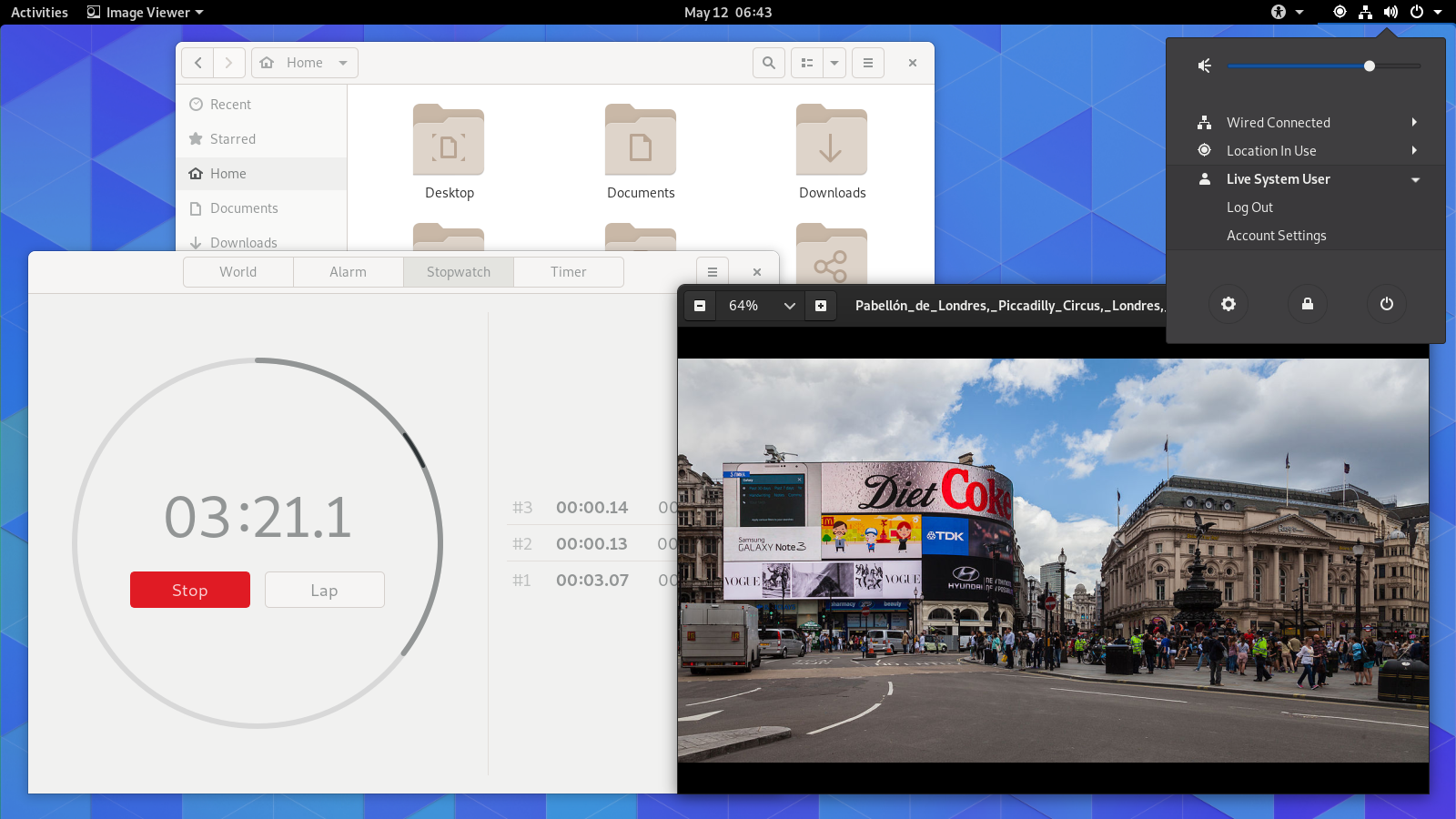
گنوم
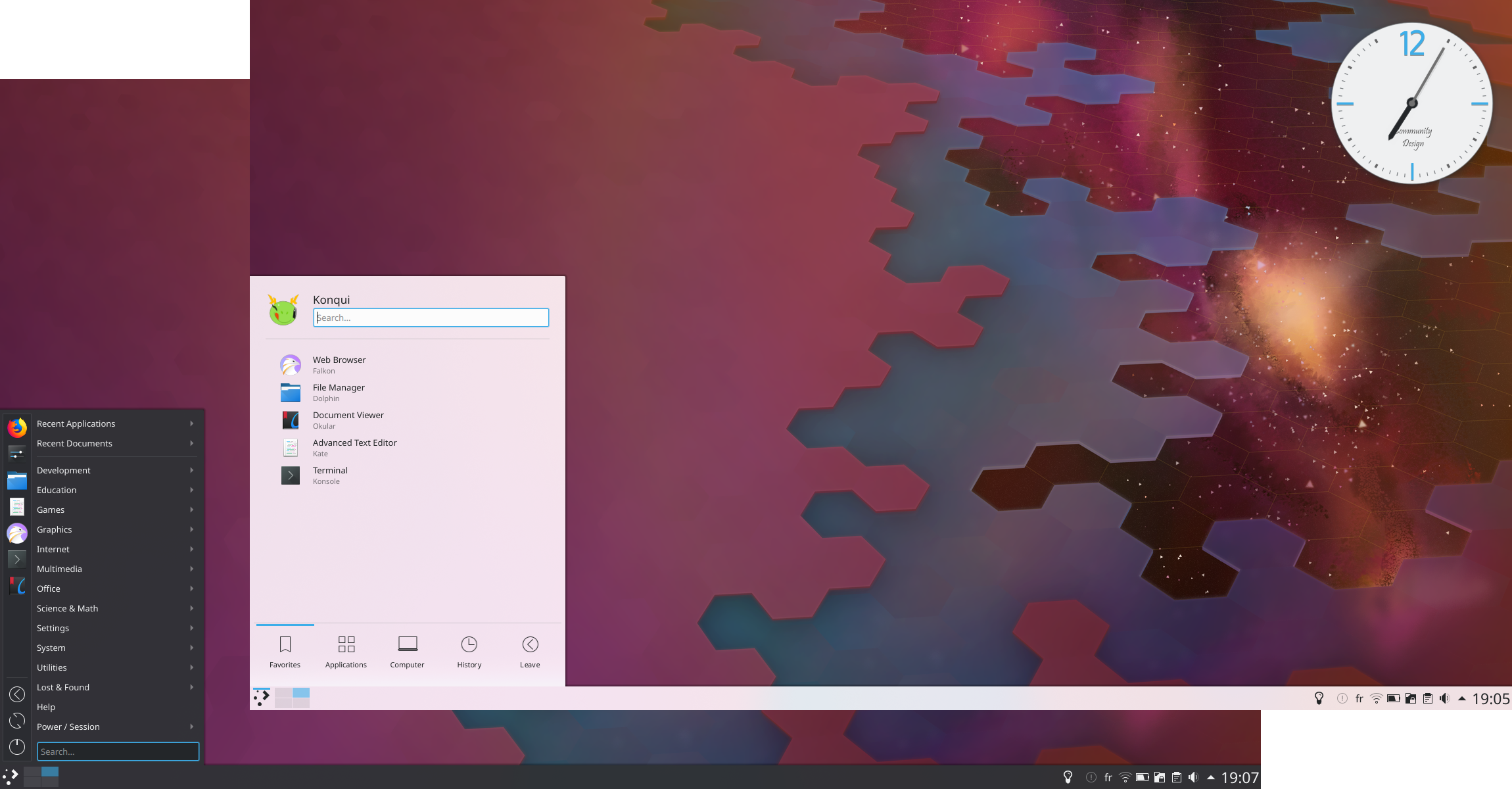
کی‌دی‌ئی
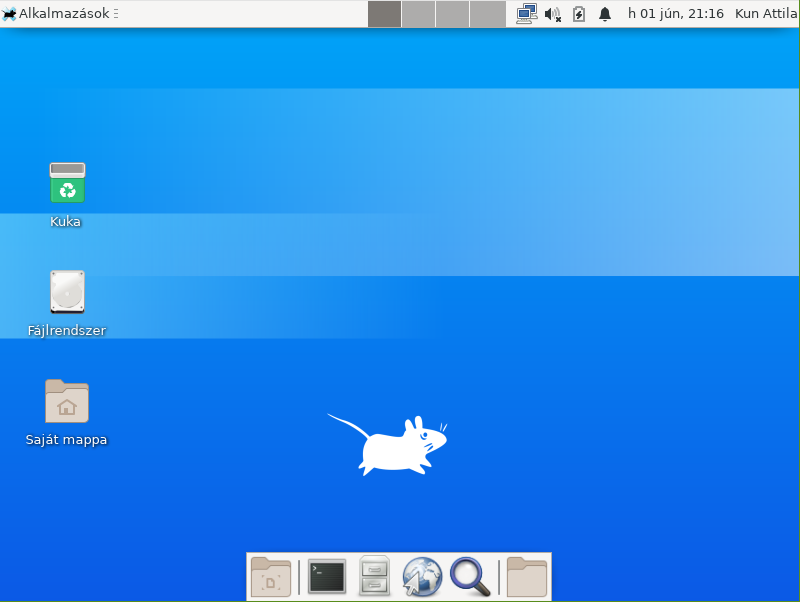
Xfce
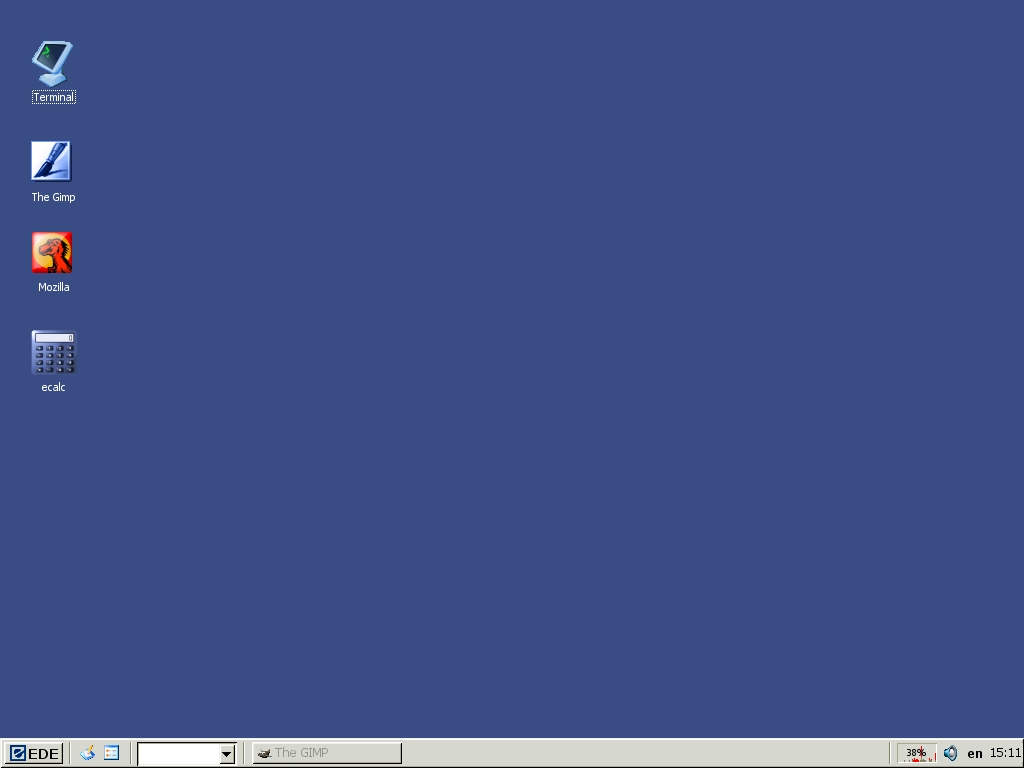
EDE
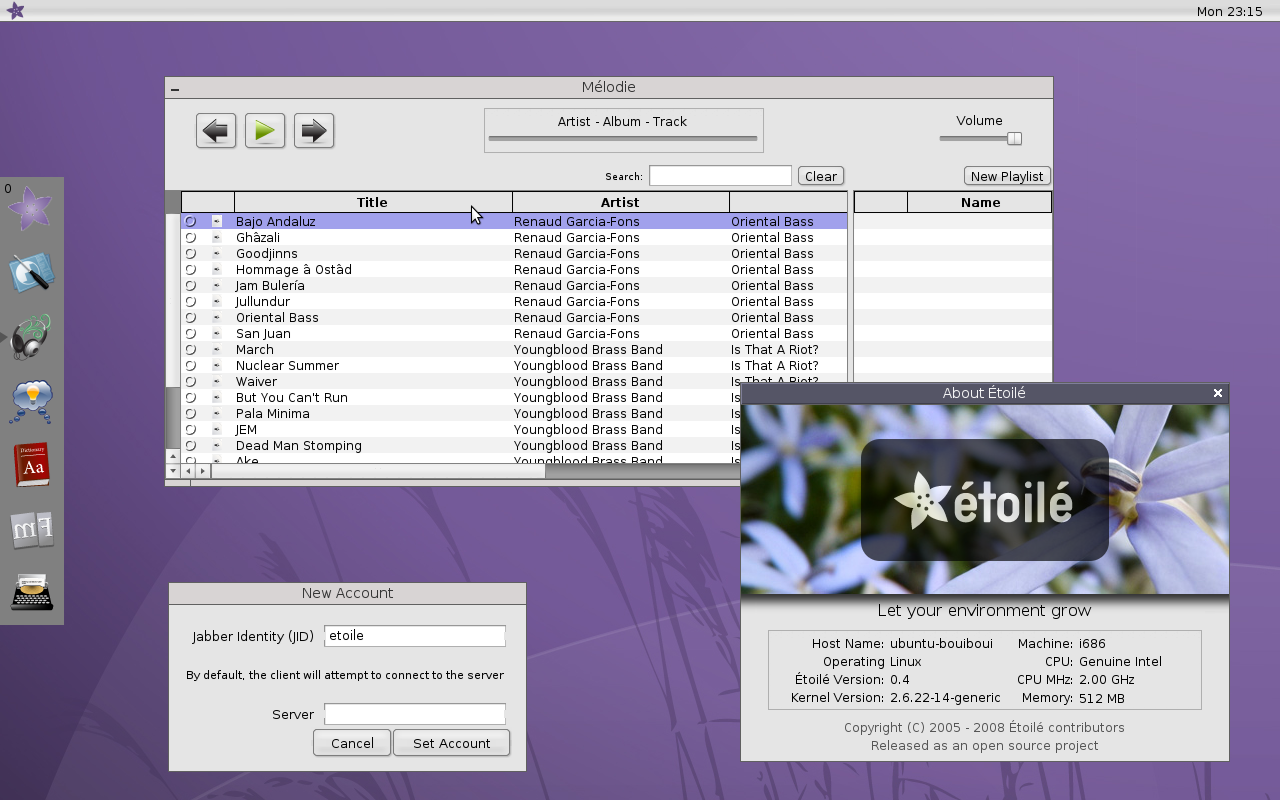
Étoilé
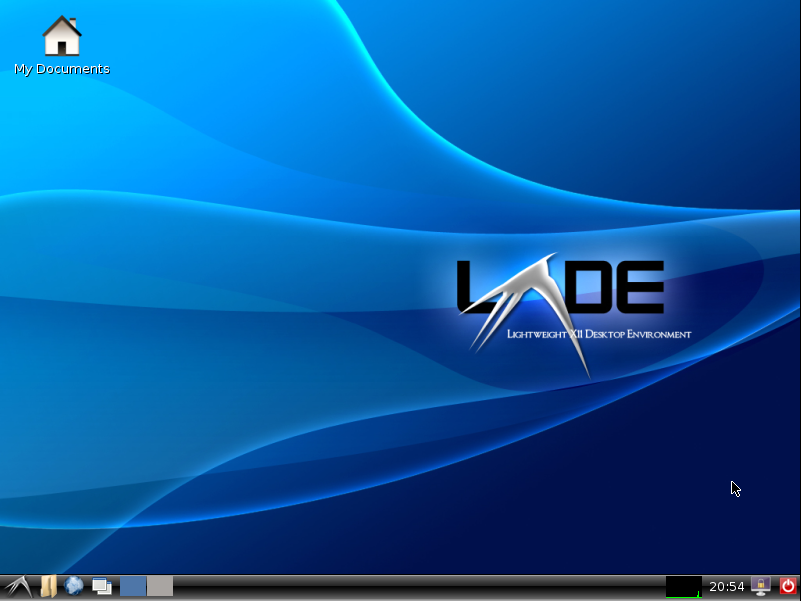
ال‌اکس‌دی‌ئی
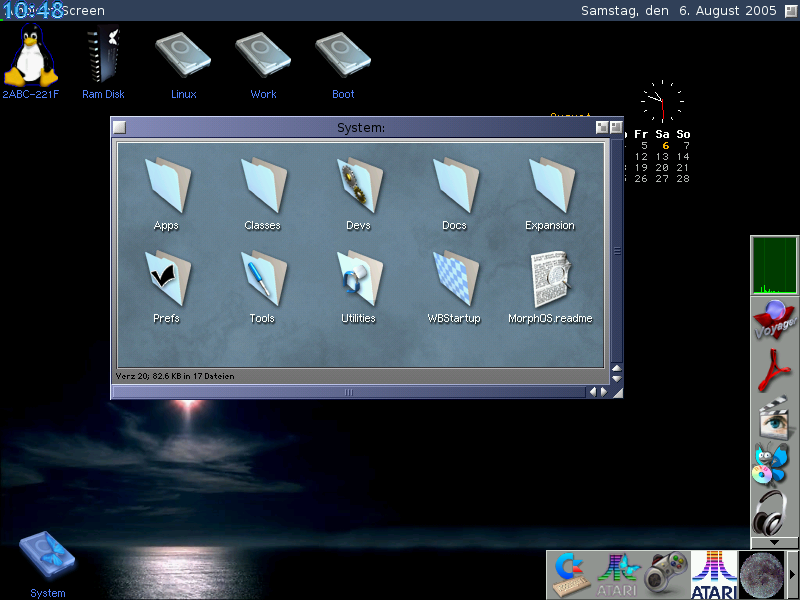
Ambient desktop
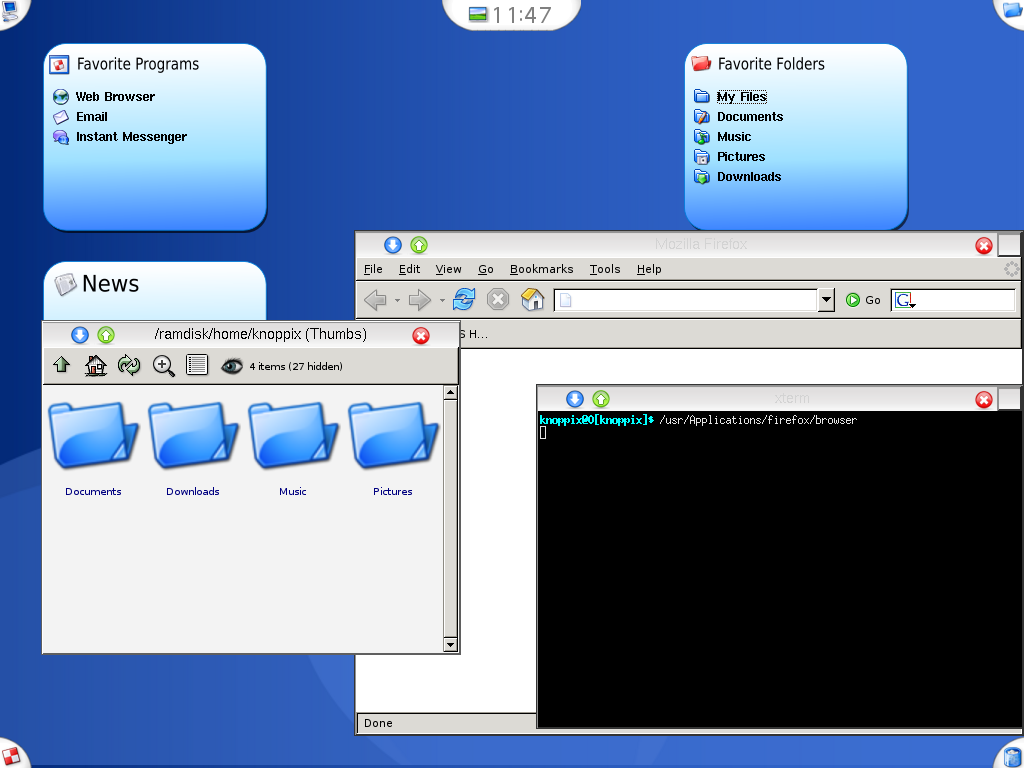
Mezzo
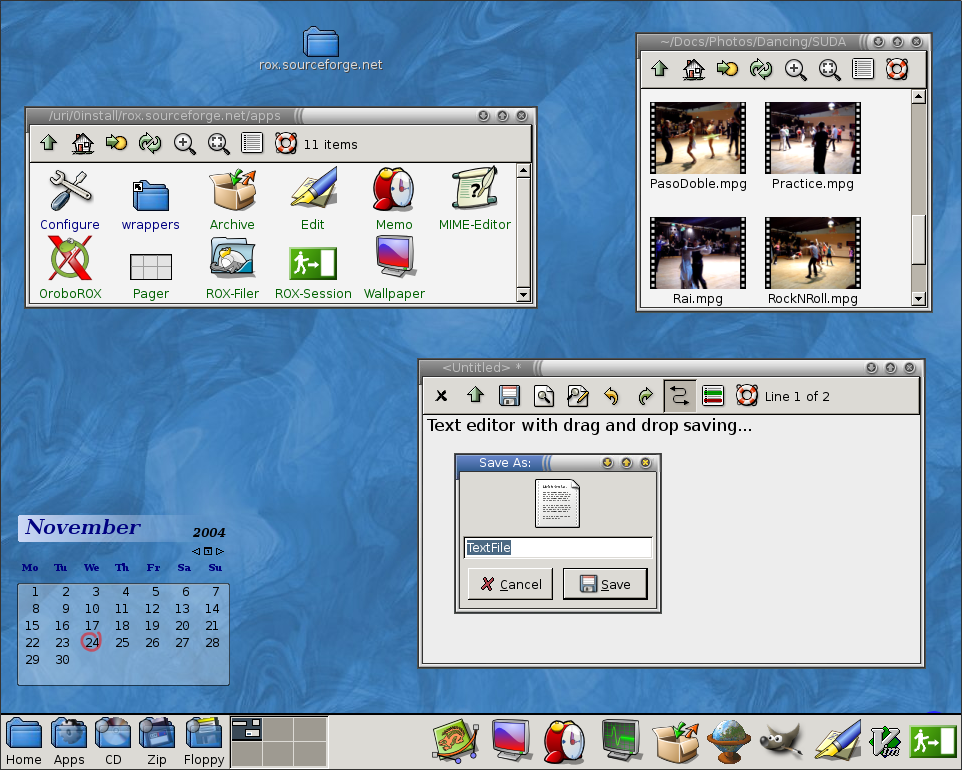
میزکار روکس

در رایانه‌های شخصی معمول‌ترین محیط میزکار توسط شرکت مایکروسافت ارائه شده‌است، پس از آن میزکار ارائه شده در Mac OS X توسط شرکت اپل قرار دارد.
میزکارهایی که در سیستم‌های شبه یونیکس برپایهٔ سیستم X Window می‌باشند عبارتند از KDE، گنوم، Xfce و CDE.
میزکارهای دیگری نیز وجود دارند که برخی از آن‌ها عبارتند از:Aston,EDE,GEM,IRIX Interactive DEsktop,Java Desktop System,Jesktop,Mezzo Project Looking Glass,ROX Desktop,UDE,Xito,Xfast. پروژهٔ آزمایشی میزکار BumpTop برای جایگزینی محیط ۳بعدی دنیای واقعی به جای محیط ۲بعدی در میزکارها در حال پیگیری می‌باشد.